# Enrique Amorim
Enrique Amorim (Salto, 25 de julio de 1900 - Salto, 28 de julio de 1960) fue un narrador, poeta, dramaturgo, ensayista y guionista cinematográfico uruguayo, conocido especialmente por su novela La carreta (1932).

## Biografía
Nació en una casa lindera a la Catedral de Salto. Fue el primogénito entre siete varones, hijos de Enrique G. Amorim y de Candelaria Areta. Sus progenitores eran ganaderos adinerados, su padre de ascendencia portuguesa, mientras que su madre, vasca.
Concurrió a la escuela pública y luego a un colegio dirigido por Pedro Thévenet. Luego asistió al Instituto de Enseñanza Secundaria Politécnico Osimani Lerena. En este periodo eran frecuentes sus viajes al campo, en la estancia El Eucalipto, cerca de San Antonio, y en El Paraíso, propiedad de su abuelo José Amorim. Durante su adolescencia pasaba sus vacaciones en la estancia paterna La Chiquita, en las cercanías del arroyo Tangarupá, 80 km al norte de la ciudad de Salto. De estas vivencias en el campo empieza a forjarse en Amorim una visión del campo uruguayo y tales experiencias le servirían posteriormente para caracterizar su obra.
A los 15 años se trasladó a Buenos Aires y continuó con sus estudios secundarios en esa ciudad, primero en el Colegio Sudamericano y luego en el Colegio Internacional de Olivos. En este último entabló relación con su profesor de Literatura Baldomero Fernández Moreno, con el cual luego trabaría amistad y quien lo tuteló en sus primeras experiencias literarias. Sus primeras publicaciones fueron en la revista Páginas del Colegio de Olivos, luego en diarios salteños y en la revista Caras y Caretas, propiciado por Horacio Quiroga, quien en ese entonces era amigo de su padre. Posteriormente Amorim forjaría amistad con Quiroga, que era veintitrés años mayor que él. Una vez finalizado el bachillerato empezó a dictar clases de literatura y se incorporó al ambiente intelectual porteño. En el grupo literario de Boedo entabló amistad con otros escritores como Enrique Méndez Calzada y Aníbal Ponce. Vivió en Buenos Aires desde 1916 hasta 1931. Luego, con alternancias en su residencia Las Nubes —como le llamaba a su casa en Salto— su radicación en Buenos Aires se extendió hasta 1950, año en que por motivos políticos abandonó Argentina.
En 1923 fue nombrado auxiliar de la Dirección de Impuestos al Consumo de la Provincia de Buenos Aires. En ese mismo año publicó su primer libro de cuentos, Amorim. En 1927 realizó el primero de los nueve viajes que hizo a Europa. En 1934 conoció a Federico García Lorca, al cual visitó posteriormente en Madrid en el año 1936.

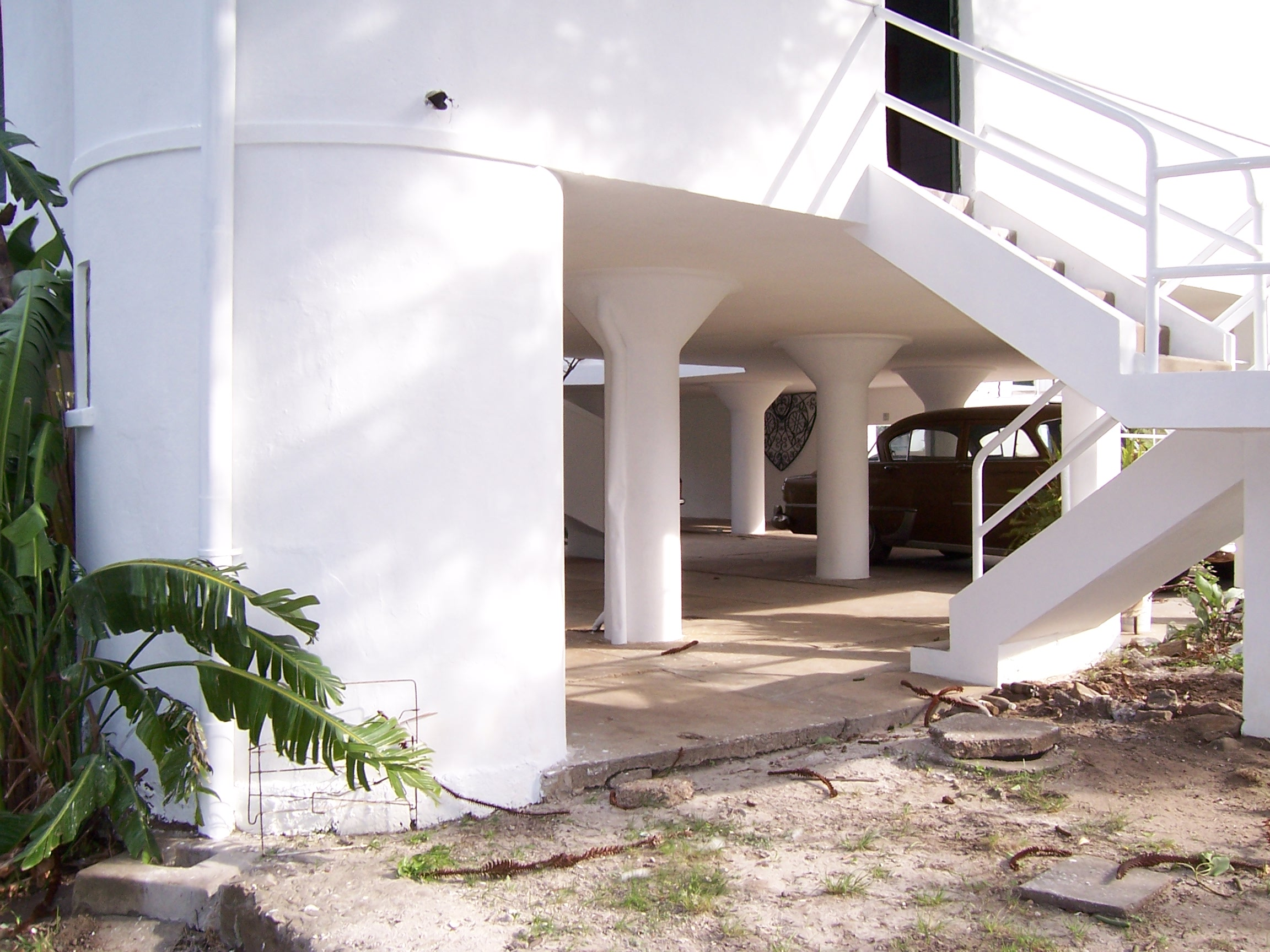
Vista del chalet Las Nubes, la residencia de Amorim en Salto

Formó parte en varias oportunidades de la Comisión Directiva de la Sociedad Argentina de Escritores, siendo su vicepresidente en 1936. Para ese entonces Amorim ya había publicado varios libros de cuentos, de poesía y novelas. Asimismo, empezó a incursionar en el cine, primero de forma amateur y luego profesional. Colaboró en varias películas argentinas de la década de 1940 como ayudante de dirección y como argumentista. Además, realizó películas en 16 milímetros y obtuvo premios en Cine Club y Cine Universitario del Uruguay. En tanto, fue cronista de cine en la revista El Hogar. En 1944 fundó en Buenos Aires junto al grupo Amanta la revista Latitud, cuya sección literaria dirigió. En 1947 se afilió al Partido Comunista de Uruguay, aunque ya desde años atrás profesaba tal ideología. En 1952 obtuvo el Premio Nacional de Novela del Ministerio de Instrucción Pública del Uruguay por la novela Feria de farsantes. Por ese entonces fue traducida al checo y publicada en Praga la novela La victoria no viene sola.
Amorim viajó extensamente por Europa y Latinoamérica, conociendo a muchas personalidades literarias. Finalmente se asentó en Salto, su ciudad natal, en una casa diseñada por él mismo, Chalet Las Nubes, basado en la obra del arquitecto suizo Robert Mallet-Stevens.
Durante los años 1920, Amorim escribió para la revista izquierdista Los Pensadores y publicó con la imprenta Claridad. Ambas, la revista y la imprenta, estaban asociadas con el izquierdista Grupo de Boedo. En 1947 Amorim se unió al Partido Comunista de Uruguay.
Entre 1934 y 1937, el intelectual y dirigente comunista argentino Héctor Agosti recibió en la cárcel la visita de Enrique Amorim, con quien construyó una gran amistad. Su relación epistolar fue publicada por Agosti en un libro llamado Los infortunios de la realidad.

## Obras

### Novelas
- Horizontes locales (1926)
- La carreta (1932)
- El paisano Aguilar (1934)
- Historias de amor (1938)
- La edad despareja (1938)
- El caballo y su sombra (1941)
- La luna se hizo con agua (1944)
- El asesino desvelado (1945)
- Nueve lunas sobre Neuquén (1946)
- Feria de farsantes (1952)
- La victoria no viene sola (1952)
- Todo puede suceder (1955)
- Corral abierto (1956)
- Los montaraces (1957)
- La desembocadura (1958)
- Eva Burgos (1960)

### Libros de cuentos
- Amorim (1923)
- Las Quitanderas (1924)
- Tangarupá (1925)
- Horizontes y bocacalles (1926)
- Tráfico (1927)
- La trampa del pajonal (1928)
- Del 1 al 6 (1932)
- Presentación de Buenos Aires
- La plaza de las carretas (1937)
- Después del temporal (1953)
- Los pájaros y los hombres (1960)
- Temas de amor (1960)
- Miel para la luna y otros relatos (1960)

### Poemarios
- Veinte años (1920)
- Un sobre con versos (1925)
- Visitas al cielo (1929)
- Cinco poemas uruguayos (1935)
- Dos poemas (1940)
- Cuaderno salteño (guía poética ilustrada) (1942)
- Primero de Mayo (1949)
- Quiero (1954)
- Sonetos de amor en octubre (1954)
- Sonetos de amor en verano (1958)
- Mi patria (1960)

### Obras teatrales
- La segunda sangre (1950)
- Yo voy más lejos (1950)
- Pausa en la selva (1950)
- Don Juan 38 (1959)

### Ensayos
- Juan Carlos Castagnino (1945)
- El Quiroga que yo conocí (1983)

### Guiones cinematográficos
- Yo quiero vivir contigo (1960)
- Cuando la primavera se equivoca (1944)
- Casi un sueño (1943)
- Capitán Veneno (1943)
- Incertidumbre (1942)
- Vacaciones en el otro mundo (1942)
- Su primer baile (1942)
- Canción de cuna (1941)
- Yo quiero morir contigo (1941)
- Cita en la frontera (1940)
- El viejo doctor (1939)
- Kilómetro 111 (1938)